# Мелконян Мгер Симонович
Мгер Симонович Мелконян (18 вересня 1920, село Мец-Парні, тепер марзу Лорі, Вірменія — червень 1996, місто Єреван, Вірменія) — вірменський радянський діяч, секретар ЦК КП Вірменії, ректор Єреванського зооветеринарного інституту. Депутат Верховної ради Вірменської РСР. Кандидат сільськогосподарських наук (1968), доктор сільськогосподарських наук (1977).

## Життєпис
Народився в селянській родині.
У 1942 році закінчив Єреванський зооветеринарний інститут, був направлений на роботу до міста Грозного Чечено-Інгушської РСР.
З квітня 1943 по червень 1946 року служив у Червоній армії мінометником 30-го окремого полку офіцерського резерву Воронезького та 1-го Українського фронту, був командиром батареї мінометного полку. Учасник німецько-радянської війни.
Після демобілізації працював ветеринаром у гірських районах Вірменської РСР. Член ВКП(б).
У 1958—1959 роках — голова виконавчого комітету Спітакської районної ради депутатів трудящих Вірменської РСР.
У 1959 — лютому 1961 року — 1-й секретар Сісіанського районного комітету КП Вірменії.
10 лютого 1961 — 23 листопада 1972 року — секретар ЦК КП Вірменії з питань сільського господарства.
Одночасно 24 грудня 1962 — 27 листопада 1964 року — голова Бюро ЦК КП Вірменії з керівництва сільським господарством.
У 1968 році захистив кандидатську дисертацію в Ставропольському сільськогосподарському інституті.
У листопаді 1972 — 1983 року — заступник міністра сільського господарства Вірменської РСР та начальник Головного управління з науки та підготовки кадрів Міністерства сільського господарства Вірменської РСР.
З 1983 року — ректор Єреванського зооветеринарного інституту.
Автор понад 170 наукових праць (у тому числі 12 монографій та підручників), 11 авторських свідоцтв. Під його керівництвом було захищено 16 кандидатських та докторських дисертацій. За редакцією Мелконяна видано багатотомну працю «Система ведення сільського господарства Вірменської РСР», а також окремими книгами — «Систему ведення землеробства» та «Систему ведення тваринництва».
Помер у червні 1996 року в Єревані.

## Звання
- молодший лейтенант
- старший лейтенант

## Нагороди
- орден Леніна (22.03.1966)
- орден Вітчизняної війни І ст. (6.04.1985)
- орден Трудового Червоного Прапора
- орден Червоної Зірки (31.05.1945)
- медаль «За оборону Кавказу»
- медаль «За перемогу над Німеччиною у Великій Вітчизняній війні 1941—1945 рр.»
- медалі